# Boomsalamander
De boomsalamander (Aneides lugubris) is een salamander uit de familie longloze salamanders (Plethodontidae). De soort werd voor het eerst wetenschappelijk beschreven door Edward Hallowell in 1849. Oorspronkelijk werd de wetenschappelijke naam Salamandra lugubris gebruikt.

## Uiterlijke kenmerken
Het is met een maximale lengte van 18 centimeter een wat grotere soort salamander. De kleur varieert van zwart tot roodbruin, soms zijn vele lichtere witte of ronde gele vlekjes aanwezig over het hele lichaam, de buik is lichter tot witgrijs. De soort is niet moeilijk te herkennen aan de stevige poten en grote kop met duidelijk zichtbare gifklieren. Met name de tenen zijn opvallend breed, de staart is niet afgeplat maar rond. Mannetjes in de paartijd hebben een duidelijk opgezwollen, hart-vormige kop. Door de duidelijk zichtbare ringvormige costale groeven (eigenlijk de tussenruimten van de ribben) wordt de soort in andere talen alligatorsalamander genoemd.

## Levenswijze
De aangepaste staart en tenen dienen dienen om te klimmen, wat de meeste salamanders absoluut niet doen. Deze soort echter is tot op 18 meter hoogte aangetroffen. Meestal blijven de dieren veel dichter bij de bodem in de buurt op enkele meters hoogte. Overdag, als de salamander schuilt, is hij op de bodem te vinden, onder stenen en houtblokken. Tijdens de schemering gaat de salamander op jacht, het voedsel bestaat uit diverse ongewervelden, maar vanwege zijn grootte worden ook wat grotere prooien gegeten, waaronder andere soorten salamanders. Indien de salamander wordt opgepakt maakt deze een piepend geluid. Grotere exemplaren kunnen stevig bijten.

## Voortplanting
De vrouwtjes verzamelen zich om gezamenlijk de eitjes af te zetten, zodat enorme eimassa's kunnen worden aangetroffen. Het larvestadium voltrekt zich volledig in het ei, als de jongen ter wereld komen hebben ze geen kieuwen meer en zijn volledig ontwikkeld maar nog niet volwassen. Een enkel vrouwtje legt 12 tot 18 eieren in een ondergronds holletje.

## Verspreiding en habitat
Aneides lugubris is een landbewoner die voorkomt in de Verenigde Staten in de staat Californië en in het smalle schiereiland ten zuidwesten, inclusief enkele eilanden, dat Neder-Californië wordt genoemd en staatkundig gezien tot Mexico behoort. De habitat is gevarieerd, zowel in kustduinen als eikenbossen, maar altijd op vochtige plekken met een bodemlaag om in te schuilen.